# Vitry-sur-Orne
Vitry-sur-Orne (deutsch Wallingen) ist eine französische Gemeinde mit 2929 Einwohnern (Stand 1. Januar 2022) im Département Moselle in der Region Grand Est (bis 2015 Lothringen).

## Geographie
Die Ortschaft liegt an der Orne, elf Kilometer südwestlich von Thionville (deutsch Diedenhofen). Mitten im ehemaligen Lothringer Bergbau- und Metallurgie-Revier gelegen, ist Vitry-sur-Orne inzwischen mit den Nachbargemeinden Clouange und Gandrange baulich zusammengewachsen.

## Geschichte
Der Ort wurde erstmals 1033 als Vitriacum erwähnt. Das Dorf Vitry steht an der Stelle des alten Dorfs Valange und gehörte früher zur Grafschaft Bar. Die Grafen von Bar gaben das Dorf 1269 dem Herrn von Briey zu Lehen, und 1347 wurde es von Gräfin Jolanthe von Bar an Wilhelm le-Hungre aus Metz verpfändet. Die Johanniter waren hier begütert.
Das Dorf wurde im Dreißigjährigen Krieg völlig zerstört und 1659 zusammen mit der Grafschaft  Bar von Frankreich annektiert.
Auf dem Gemeindewappen symbolisiert der Dreiberg die ehemalige Abtei Notre Dame de Justemont, die Lilie ist das Attribut der Heiligen Jungfrau, die Stechkreuze erinnern daran, dass Vitry-sur-Orne Teil der Propstei von Briey in der Grafschaft Bar war.
Durch den Frankfurter Frieden vom 10. Mai 1871 kam die Region an das deutsche Reichsland Elsaß-Lothringen, und das Dorf wurde dem Kreis Château-Salins im Bezirk Lothringen zugeordnet. Zum Dorf gehörte ein Eisenwerk. Die Landwirte betrieben Getreide-, Wein- und Obstanbau sowie Viehzucht. Nach dem Ersten Weltkrieg musste die Region aufgrund der Bestimmungen des Versailler Vertrags 1919 an Frankreich abgetreten werden und wurde Teil des Département Moselle. Im Zweiten Weltkrieg war die Region von der deutschen Wehrmacht besetzt.
Zu Vitry-sur-Orne gehörten der Ortsteil Beuvange-sous-Justemont (Bevingen unter Justberg), ein kleines Winzerdorf, das erstmals im Jahr 1124 erwähnt wurde, und, nördlich davon, der Hof Justemont (Justberg), wo sich früher das Kloster Justemont befand. Bis 1907 war Clouange ebenfalls Ortsteil von Vitry-sur-Orne. Zwei weitere historische Ortsteile waren Vallange und Huppigny, die nach der Zerstörung im Dreißigjährigen Krieg nicht wieder aufgebaut wurden und von denen sich nur Überreste finden lassen. Der romanische Name Vallange liegt dem 1877 eingeführten deutschen Ortsnamen Wallingen zugrunde.

## Bevölkerungsentwicklung
| Jahr      | 1962 | 1968 | 1975 | 1982 | 1990 | 1999 | 2009 | 2019 |
| Einwohner | 2973 | 2708 | 2671 | 2512 | 2369 | 2332 | 2847 | 3021 |

## Sehenswürdigkeiten
- Kirche Saint-Étienne
- Kapelle St. Nikolaus
- Reste des ehemaligen Klosters Justemont

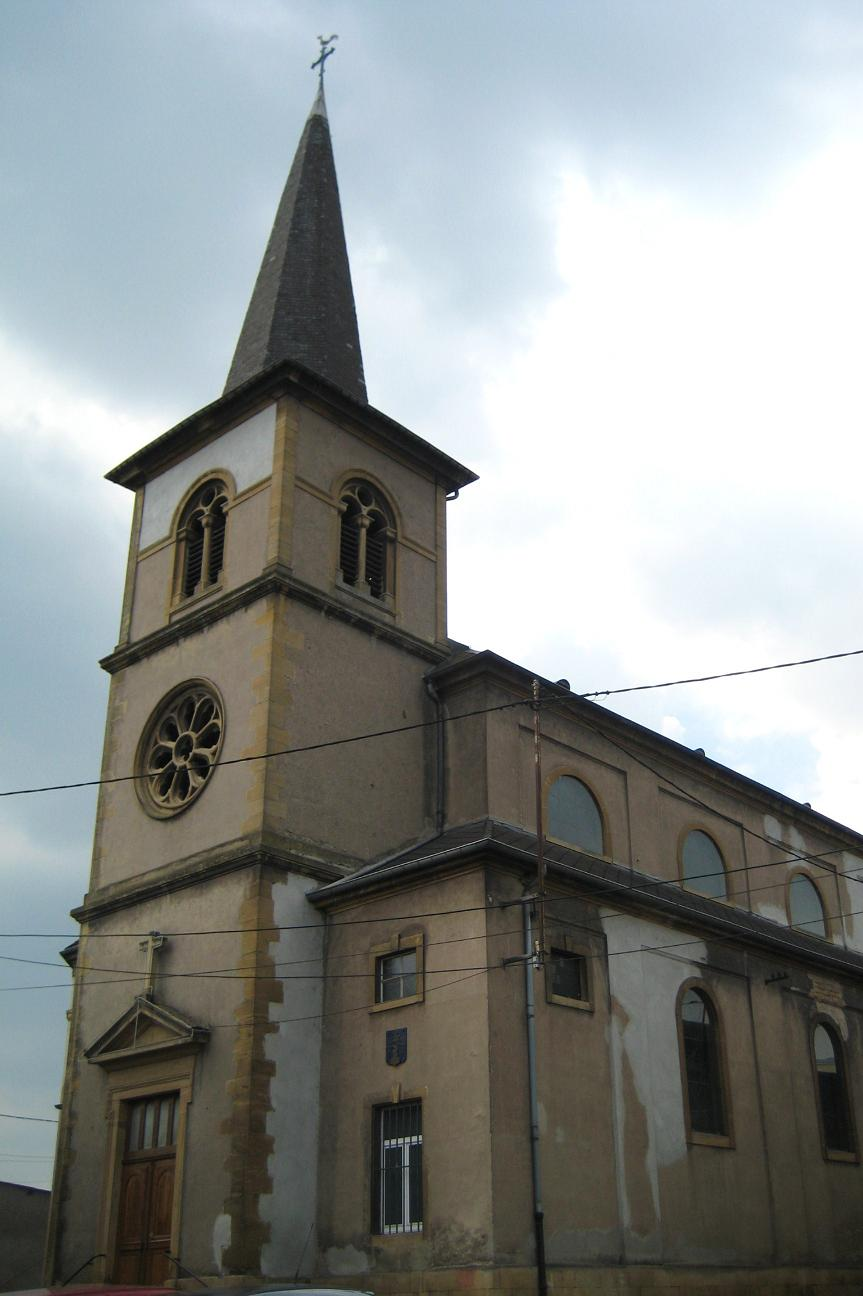
Kirche Saint-Étienne
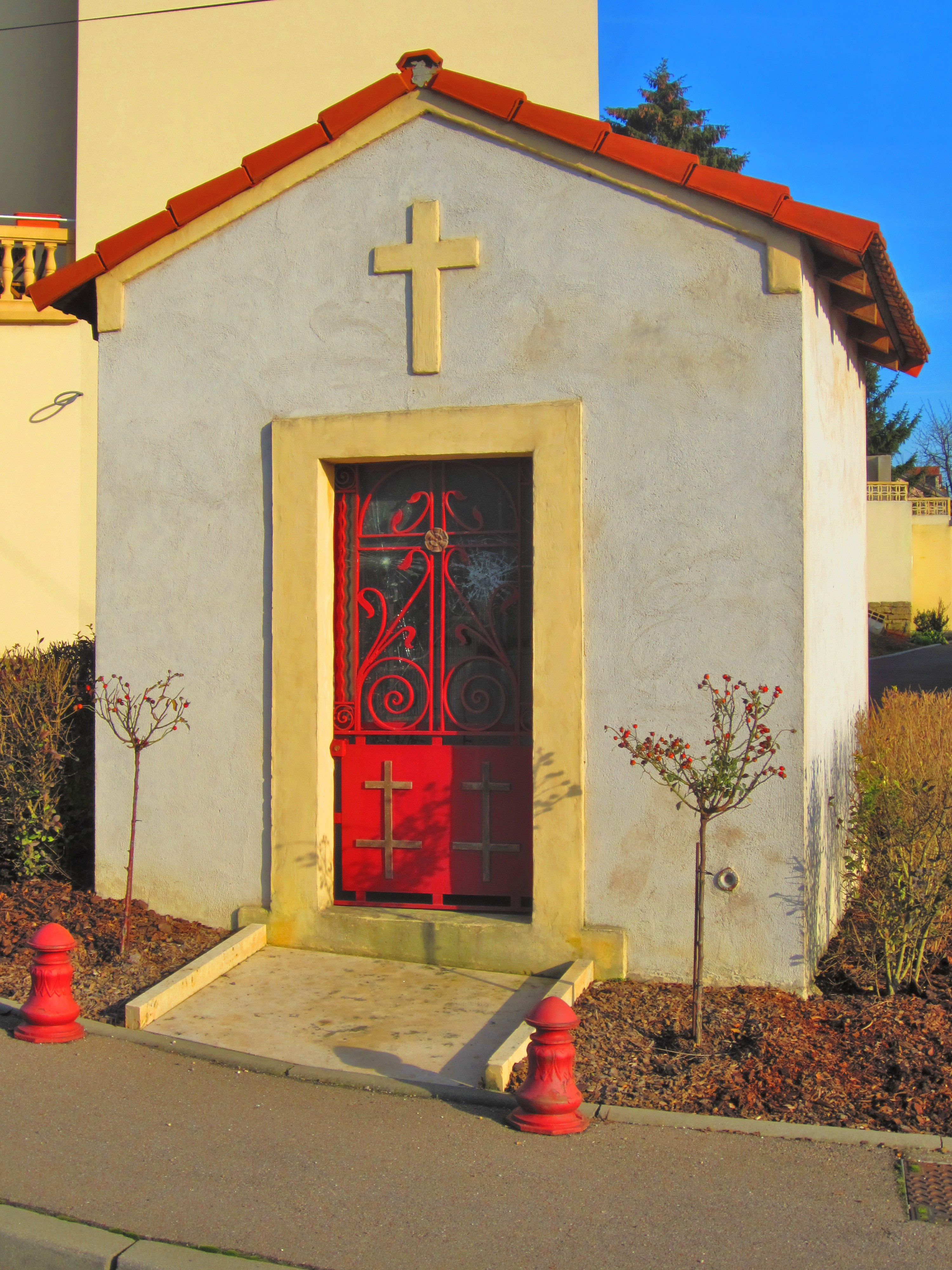
Kapelle St. Nikolaus
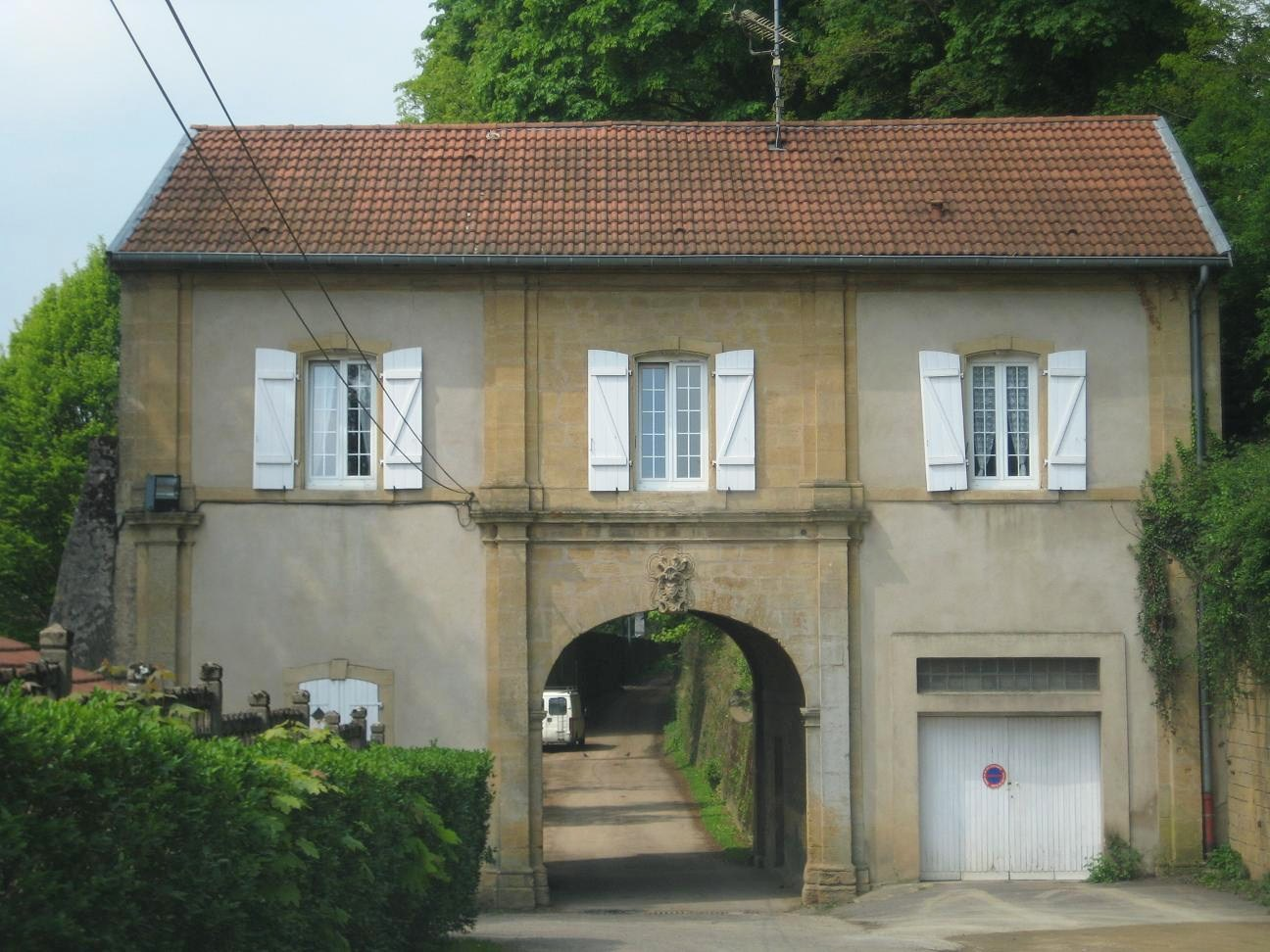
Pforte der ehemaligen Abtei Justemont

## Belege
1. 1 2 3  Eugen H. Th. Huhn: Deutsch-Lothringen. Landes-, Volks- und Ortskunde, Stuttgart 1875, S. 321 (books.google.de).
2. ↑  Wappenbeschreibung auf genealogie-lorraine.fr (Memento vom 24. März 2016 im Internet Archive) (französisch)
3. ↑  Bekanntmachung Nr. 142 vom  22. Juni 1877.  In: Amts-Blatt für den Bezirk Lothringen Nr. 26 vom 3. Juli 1877, S. 181–182, Ziffer 88 (books.google.de).